# Albești, Bihor
Albești (maghiară Fehérlak, germană Albest) este un sat în comuna Răbăgani din județul Bihor, Crișana, România. La recensământul din 2002 avea o populație de 334 locuitori.